# Высмежице
Высмежице (пол. Wyśmierzyce) — город в Польше расположенный в Бялобжегской котловине на правом берегу реки Пилица.Входит в Мазовецкое воеводство, Бялобжегский повят. Имеет статус городской гмины. Занимает площадь 16,86 км². Население — 877 человека (на 2024 год).
Высмежице является центром городской и сельской общины Высмежице и римско-католического прихода Святой Терезы Авильской.
Высмежице расположен на территории исторического региона Запилич, который входил в состав Мазовии. Высмежице был основан в 1338 году, и в то время это был духовный город[неизвестный термин]. По состоянию на начало XXI века Высмежице является местным сельскохозяйственным и сервисным центром. Через город проходит трасса N 48 (Томашув-Мазовецки — Коцк).
По данным Центрального статистического офиса Польши на 1 января 2024 года в городе проживало 877 жителей, что делает его 107-м по численности населения городом в Мазовецком воеводстве.

## Местоположение
По данным на 1 января 2009 года площадь города составляет 16,84 км².
Высмежице, являвшееся бывшим владением духовенства, располагалось в районе Варка, Черского региона, Мазовецкого воеводства во второй половине XVI века. Во второй половине XVIII века Высмежице находилось в составе Сандомирского воеводства, в составе которого он входил в Радомскою землю. С 1975 по 1998 год город административно входил в состав Радомского воеводства, а до июня 1975 года город входил в состав Кельцкого воеводства.

## Население
С 1973 по 2017 год (исключая 1993 год, когда населённый пункт Борне-Сулиново стал городом) Высмежице был самым маленьким городом в Польше по численности населения, на 31 декабря 2014 года численность его населения составляла 921 человек. Спустя год, 31 декабря 2015 года, она составляла 924 человека. Высмежице утратил статус самого маленького города в Польше 1 января 2018 года, уступив его городу Вислица в Свентокшиском воеводстве, в котором тогда проживало 503 человека, что на 45 % меньше, чем Высмежице. С 1 января 2019 года самым маленьким городом в Польше является Опатовец с численностью населения в 330 человек, а в 2024 году Высмежице стал шестнадцатым в списке самых маленьких городов Польши.

## Топоним
До конца XVII века название города было Вышемежице, о чём свидетельствуют записи 1398 года (Vyszemierce) и название в 1576 году (Wyssemierzyce). Название Высмежице пошло от старопольского мужского имени Вышемир, которое носил человек, подтверждённый историческими источниками. Название было изменено на нынешнее путём утраты безударного -е- и замены группы согласных -шм- на -см-.

## История
12 декабря 1338 года Высмежице получило городские права, которые оно утратило через 500 лет, после поражения Польского восстания 1863—1864 годов.
В 1378 году был основан приход Высмежице. В 1657 году трансильванские войска князя Дьёрдя Ракоци полностью разрушили Высмежице. В 1808 году тогдашний австрийский захватчик продал Высмежице Юзефу Теодору Макомаскому. В 1809 году он были включён в Радомский департамент Варшавского герцогства. 19 декабря 1889 года в городе родился блаженный Католической церкви Францишек Росланец (нынешний покровитель города). 1 июля 1922 года Высмежице вернул себе права города.
Во время нацисткой оккупации Польши, в мае 1942 года немцы создали в Высмежице еврейское гетто, отправив туда около 900 евреев. В сентябре 1942 года гетто было ликвидировано, евреев отправили в гетто в Бялобжегах, а оттуда депортировали в лагерь смерти Треблинка II, где все они были убиты.

## Достопримечательности
Церковь Святой Терезы Авильской второй половины XIX века.
Орган середины XIX века.
Колокольня XIX века (реконструированная).

## Образование
В городе есть Начальная государственная школа и Общественный детский сад.

## Спорт
С 1965 года в городе действует футбольный клуб MKS Wyśmierzyce, играющий в классе А.

## Список мэров
Марек Белевский (1990—1998)
Владислав Ясинский (1998—2014)
Марек Белевский (2014—2018)
Войцех Сепиол (2018—2024)
Малгожата Зайончковска (2024 — н.в)

## Известные уроженцы
Францишек Росланец — 19 декабря 1889 года — блаженный Римско-Католической церкви и один из 108 блаженных мучеников Второй мировой войны.